# Битва под Комарно
Битва под Комарно — сражение 9 октября 1672 года между польской армией и отрядами крымских татар во время польско-турецкой войны 1672—1676.

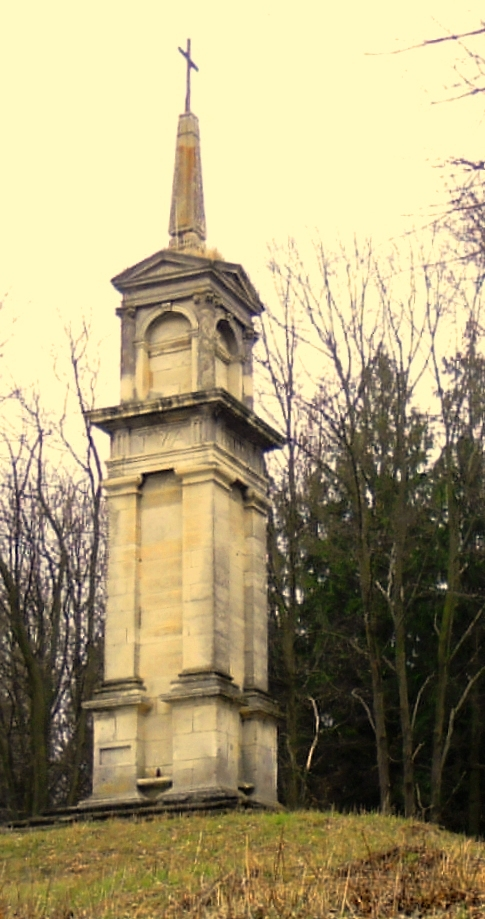
Памятник жертвам татарских наездов в XVII веке и битве. На постаменте обелиска надпись на латинском языке «Mea mors tua vita» — «Моя смерть, твоя жизнь» и даты «1641» и «1663».

## Ход битвы
Сразу после окончания битвы под Немировом войска гетмана Собеского (2,5—3 тыс. солдат и драгун) решили стать лагерем в Городке 9 октября. Но, проходя мимо Яворова, поляки увидели дым пожаров и поняли, что основные татарские силы движутся в направлении Перемышля и Самбора. В этой ситуации Собеский послал в сторону Городка небольшой отряд (20 солдат), а с основными силами двинулся на юг, в сторону Гошан и Рудек, чтобы отрезать татарам путь отступления на юг. У Гошан Собеский разбил один татарский чамбул (летучий отряд), и пленники рассказали, что в долине ниже Комарно находится татарская армия (10 тысяч татар, 400 липков и 400 казаков гетмана Дорошенко).
Ради эффекта неожиданности Собеский, не обращая внимания на дождь, сделал марш-бросок без отдыха в 57 км. Часть главных сил он выделил для лобовой атаки против татар, в то время как основные силы (1500 гусар во главе с самим Собеским) ударили в левое крыло, чтобы помешать татарам пересечь реку Верещицу.
Около 4 часов дня татары заметили польский авангард и бросились в ответную лобовую атаку. Группу Собеского татары заметили только тогда, когда гетман ударил им в левый фланг. В этой ситуации татары бежали на запад, в пространство между расположением авангарда и отрядом Собеского. Часть татар, которая пыталась бежать через реку и плотину, была уничтожена. Остальные, будучи атакованными с обеих сторон, смогли прорваться в направлении Вишни и Рудек. В ночное время польские войска сумели настичь татар у Вишни и довершить разгром. От мощной татарской армии осталось только 1,5 тысячи человек, которые смогли пересечь Днестр и присоединиться к одной из армий хана Хаджи Гирея.